# Best in the World
Best in the World é um evento realizado pela Ring of Honor (ROH), empresa estadunidense de wrestling profissional. Ele foi feito pela primeira vez em 2006, e retomado apenas em 2011.

## Edições
| Evento                   | Data                | Local                | Cidade                   | Evento principal                                                                             |
| ------------------------ | ------------------- | -------------------- | ------------------------ | -------------------------------------------------------------------------------------------- |
| Best in the World 2006   | 25 de março de 2006 | Basketball City      | Nova Iorque, Nova Iorque | KENTA & Naomichi Marufuji vs. Bryan Danielson & Samoa Joe                                    |
| Best in the World 2011   | 26 de junho de 2011 | Hammerstein Ballroom | Nova Iorque, Nova Iorque | Eddie Edwards (c) vs. Davey Richards pelo Campeonato Mundial da ROH                          |
| Best in the World 2012   | 24 de junho de 2012 | Hammerstein Ballroom | Nova Iorque, Nova Iorque | Kevin Steen (c) vs. Davey Richards pelo Campeonato Mundial da ROH em uma Anything Goes Match |
| Best in the World (2013) | 22 de junho de 2013 | Du Burns Arena       | Baltimore, Maryland      | Jay Briscoe (c) vs. Mark Briscoe pelo ROH World Championship                                 |